# Giuditta con la testa di Oloferne (Mantegna)
Giuditta con la testa di Oloferne è un dipinto tempera a colla su tela di lino (48,1 × 36,7 cm) di Andrea Mantegna, databile al 1495 circa e conservato nella National Gallery of Ireland di Dublino.

## Storia
L'opera fa parte di quella produzione di grisaglie che caratterizzò diverse opere del maestro padovano negli ultimi anni dalla sua carriera, dal 1495 circa fino alla morte. Tali opere rivaleggiavano con la scultura ed erano molto apprezzate nell'ambiente della corte, anche per la scarsità di grandi scultori attivi a corte e la difficoltà di procurarsi il marmo, che doveva essere importato da territori vicini con un certo esborso economico.
Quest'opera ha analogie tecniche, formali e tematiche con la tela di Sansone e Dalila a Londra, ed è stato ipotizzato che entrambe decorassero in pendant uno degli ambienti privati di Isabella d'Este nel Palazzo Ducale di Mantova. 
La tela di Dublino venne acquistata in Italia in un momento imprecisato del XIX secolo da Lewis Strange Wingfield, passando in seguito nelle collezioni di John Malcolm di Poltalloch e venendo infine acquistata, nel 1896, dal direttore della Galleria nazionale irlandese. Nei primi anni di esposizione al pubblico e agli studiosi circolò un certo scetticismo nei riguardi dell'opera, nonostante gli ottimi pareri di Berenson e Kristeller (entrambi ne scrissero nel 1901). Nel tempo l'opera è stata in genere considerata autografa, con qualche riserva di chi vi legge un intervento più o meno importante di allievi e aiutanti. In effetti la difficoltà della particolare tecnica su lino, quasi senza preparazione, che non permette correzioni e ripensamenti, fanno propendere in genere per la prima ipotesi.

## Descrizione e stile
Come nella simile Giuditta e l'ancella con la testa di Oloferne di Washington e nel disegno di analogo soggetto del Gabinetto dei disegni e delle stampe di Firenze (datato 1491), si vedono Giuditta e l'ancella Abra davanti alla tenda triangolare di Oloferne. Egli è stato decapitato dall'eroina ebraica, infatti essa tiene in mano la spada e la testa del tiranno, che sta per essere messa in un sacco tenuto dalla serva. 
La tela si basa su toni di grigio e lumeggiature bianche, arricchite in alcuni punti da pennellate brune, che vivificano il rilievo e il suo valore illusionistico. L'interno della tenda è lasciato in penombra, con alcuni dettagli che emergono sfocatamente, come il piede di Oloferne steso sul letto. Lo sfondo è screziato come un finto marmo. Particolarmente notevoli sono i brani dei panneggi, dove emerge una plasticità di grande maestria, o l'elegante gioco lineare delle estremità della banderuola a destra, che si attorciglia col vento attorno alla sua stessa asta.